# Jacob Whittle
Jacob Whittle (25 settembre 2004) è un nuotatore britannico, specializzato nello stile libero.

## Biografia
Si è messo in mostra a livello giovanile al XV Festival olimpico della gioventù europea di Baku 2019, vincendo due ori e tre argenti.
All'età di sedici anni ha partecipato agli europei di Budapest 2020, disputati nel maggio 2021 alla Duna Aréna, dove ha vinto la medaglia d'argento nella staffetta 4x100 m stile libero con i connazionali Thomas Dean, Matthew Richards, James Guy, Duncan Scott e Joe Litchfield, scendendo in vasca nella fase di qualificazione. Nei 100 metri stile libero si è piazzato diciassettesimo in batteria.

## Palmarès
| Anno | Manifestazione                           | Sede       | Evento              | Risultato | Prestazione | Note                  |
| ---- | ---------------------------------------- | ---------- | ------------------- | --------- | ----------- | --------------------- |
| 2019 | Festival olimpico della gioventù europea | Baku       | 100 m sl            | Argento   | 49"99       |                       |
| 2019 | Festival olimpico della gioventù europea | Baku       | 4×100 m sl          | Oro       | 3'26"71     |                       |
| 2019 | Festival olimpico della gioventù europea | Baku       | 4x100 m misti       | Argento   | 3'44"45     |                       |
| 2019 | Festival olimpico della gioventù europea | Baku       | 4x100 m sl mista    | Oro       | 3'32"48     | Record dei campionati |
| 2019 | Festival olimpico della gioventù europea | Baku       | 4x100 m misti mista | Argento   | 3'57"06     |                       |
| 2021 | Europei                                  | Budapest   | 4x100 m sl          | Argento   | 3'11"56     | [ 1 ]                 |
| 2021 | Europei                                  | Budapest   | 4x100 m sl mista    | Oro       | 3'22"07     |                       |
| 2022 | Mondiali                                 | Budapest   | 4x200 m sl          | Bronzo    | 7'04"00     |                       |
| 2022 | Europei giovanili                        | Otopeni    | 100 m sl            | Argento   | 48"65       |                       |
| 2022 | Europei giovanili                        | Otopeni    | 200 m sl            | Bronzo    | 1'47"85     |                       |
| 2022 | Europei giovanili                        | Otopeni    | 4x100 m sl          | Argento   | 3'19"01     |                       |
| 2022 | Europei giovanili                        | Otopeni    | 4x100 m misti       | Oro       | 3'37"44     |                       |
| 2022 | Giochi del Commonwealth                  | Birmingham | 4x100 m sl          | Argento   | 3'11"73     |                       |
| 2022 | Giochi del Commonwealth                  | Birmingham | 4x200 m sl          | Argento   | 7'07"50     |                       |
| 2022 | Giochi del Commonwealth                  | Birmingham | 4x100 m misti       | Oro       | 3'31"80     |                       |
| 2022 | Giochi del Commonwealth                  | Birmingham | 4x100 m sl mista    | Argento   | 3'22"45     |                       |
| 2022 | Europei                                  | Roma       | 4x100 m sl          | Bronzo    | 3'12"70     |                       |
| 2022 | Europei                                  | Roma       | 4x100 m sl mista    | Argento   | 3'23"30     |                       |
| 2022 | Europei                                  | Roma       | 4x200m sl mista     | Oro       | 7'28"16     |                       |
| 2023 | Mondiali                                 | Fukuoka    | 4x100m sl mista     | Bronzo    | 3'21"68     |                       |

## International Swimming League
| Stagione 2020 | stagione 2021 |
| ------------- | ------------- |
| NY Breakers   | NY Breakers   |